# Sèrra dera Tuta dera Vop
La Sèrra dera Tuta dera Vop és una serra situada al municipi de Vielha e Mijaran a la comarca de la Vall d'Aran, amb una elevació màxima de 2.429 metres.